# المرأة في أوغندا
كما هو الحال في غالبية البلدان في جميع أنحاء العالم، غالبًا ما تُعتبر الأدوار الجندرية للمرأة في أوغندا أقل من أدوار الرجل. ومع ذلك، فإن المرأة في أوغندا تتحمل مسؤوليات اقتصادية واجتماعية كبيرة في جميع أنحاء المجتمعات التقليدية المتعددة في أوغندا.تنحدر المرأة الأوغندية من طائفة من الخلفيات الاقتصادية والتعليمية.على الرغم من التغيير الاقتصادي والاجتماعي في جميع أنحاء البلاد، لا يزال العنف المنزلي والاعتداء الجنسي من القضايا السائدة في أوغندا. غير أن الأمية ترتبط ارتباطا مباشرا بزيادة مستوى العنف المنزلي. ويرجع ذلك أساسا إلى أن أفراد الأسر المعيشية لا يستطيعون اتخاذ القرارات المناسبة التي تؤثر تأثيرا مباشرا على خططهم المستقبلية. وتشير التقارير الحكومية إلى ارتفاع مستويات العنف المنزلي ضد المرأة الذي يعزى مباشرة إلى الفقر.

## الديناميات الاجتماعية
```
تتأثر اليوم أدوار الجنسين في أوغندا بالتقاليد وبالديناميات الاجتماعية المتغيرة باستمرار. والأدوار التقليدية للمرأة في أوغندا مماثلة للأدوار التقليدية للمرأة في جميع أنحاء العالم. وهذه الأدوار هي إلى حد كبير تتمثل في أدوار منزلية تشمل التدبير المنزلي، وتربية الأطفال، وجلب المياه، والطهي، وتلبية احتياجات المجتمع المحلي.
```

وفي الثمانينات من القرن الماضي، كان من المتوقع أن تركع بعض النساء في المناطق الريفية في بوغاندا عند التحدث إلى رجل، غير أن النساء تحملن المسؤوليات الرئيسية عن رعاية الأطفال وزراعة الكفاف، وفي القرن العشرين، قدمت النساء مساهمات كبيرة في زراعة المحاصيل النقدية.
وفي حين أن الدور الرجل التقليدي هو التحكم في المسائل المالية الأسرية، تقدم المرأة مساهمات اقتصادية كبيرة لأسرتها وللاقتصاد الأوغندي الأوسع نطاقا. تفيد العديد من النساء بأنهن يواصلن الكفاح من أجل إيجاد فرص العمل، وبعضهن يغادرن مجتمعاتهن لإيجاد فرص عمل أكبر في أماكن أخرى. والأدوار التقليدية للجنسين التي تم تنشيطها إلى حد كبير من قبل النفوذ الإنجيلي للولايات المتحدة، تؤكد ان دور المرأة يقتصر على المسؤوليات المنزلية. ولذلك، لا تزال عمالة الإناث بمثابة وصمة عار في الثقافة الأوغندية. ومع ذلك، كانت هناك مبادرات أكبر لتوليد عمالة للمرأة في جميع أنحاء البلد.
وفي نواح كثيرة، تتمتع المرأة الأوغندية بحقوق تتجاوز حقوق المرأة في المجتمعات الغربية. ويعترف العديد من الأوغنديين بأن المرأة زعيمة دينية ومجتمعية هامة. وتملك المرأة حقوقا في امتلاك الأرض، والتأثير على القرارات السياسية الحاسمة التي يتخذها الرجل، وزراعة المحاصيل من أجل ربحها. وعندما أصبحت زراعة المحاصيل النقدية مربحة، كما حدث في جنوب شرق أوغندا في العشرينات من القرن الماضي، كان الرجال يطالبون في كثير من الأحيان بحقوقهم في الأرض التي تملكها أقاربهم من الإناث، وكانت مطالباتهم تحظى بدعم المجالس المحلية والمحاكم المحمية.

### تعدد الزوجات
قد عززت ممارسات تعدد الزوجات، التي تسمح للرجل بالزواج بأكثر من امرأة واحدة، بعض جوانب هيمنة الذكور. ومع ذلك، فقد أعطت المرأة أيضا ساحة للتعاون من أجل معارضة هيمنة الرجل.
في أوغندا، يمنح الرجل أحيانًا «مكانة الرجل» لزوجته الكبرى، مما يسمح لها بالتصرف على قدم المساواة مع الرجل وبتفوق على زوجاته الأخريات. في القرن العشرين، وفي القرن العشرين، كان تعدد الزوجات يمثل روابط اجتماعية غير معترف بها قانونا كزواج، مما ترك للمرأة حقوقا قانونية في الميراث أو النفقة في حالة الطلاق أو الترمل.

## المساواة بين الجنسين
وكما هو الحال مع العديد من البلدان الأخرى، تواجه أوغندا عقبات متعددة في تحركها نحو المساواة بين الجنسين. وبعد إدراج المساواة بين الجنسين وتمكين المرأة كأحد أهداف الأمم المتحدة الإنمائية للألفية لعام 2000، وبعد إدراج المساواة بين الجنسين وتمكين المرأة كأحد أهداف الأمم المتحدة الإنمائية للألفية لعام 2000، استجاب قطاع العدالة والقانون والنظام الأوغندي في تقريره السنوي عن نوع الجنس والوصول إلى العدالة (2001) الذي تناول مختلف العقبات في الوصول إلى العدالة. وفي عام 2012، أفاد قطاع العدالة والقانون والنظام أنه بسبب السلطة الأبوية وانعدام المساواة بين الجنسين، فإن غالبية الفقراء من النساء ؛ وكثير منها يجهل أو يحرم من حقوق معينة مثل امتلاك الأراضي. وأُبلغ عن العنف القائم على نوع الجنس بوصفه مسألة أخرى. ووفقا لسلطات قوة الشرطة الأوغندية، فإن العديد من الأوغنديين يقبلون ضرب النساء كمعيار اجتماعي طويل الأمد. وفي عام 2001، كشفت دراسة استقصائية أن 90 في المائة من النساء ذكرن أن "ضرب الزوجة أو الشريك الأنثوي أمر له ما يبرره في بعض الظروف. سلطت مقالة لرويترز عام 2018 الضوء على القلق بشأن العنف القائم على نوع الجنس في تغطية قصة تشمل 20 جثة من الشابات على طول الطرق جنوب كمبالا. وبالإضافة إلى انعدام العدالة والحماية من العنف، هناك فجوة كبيرة بين الجنسين وبين التعليم.

### الفجوة بين الجنسين والتعليم
وفقًا لتقرير الفجوة العالمية بين الجنسين لعام 2017 الصادر عن المنتدى الاقتصادي العالمي، وتحتل أوغندا المرتبة 45 من أصل 144 دولة على أساس مؤشراتها الأربعة الرئيسية: المشاركة الاقتصادية والفرص، والتحصيل العلمي، والصحة والبقاء، والتمكين السياسي. وفي إطار الفرع المتعلق ببطاقات تسجيل النتائج في البلد من هذا التقرير، كشفت أن أوغندا تحتل المرتبة رقم 1 في الالتحاق بالتعليم الابتدائي، ومع ذلك لا تحتل المرتبة رقم 127 في التعليم الثانوي. وهذا يعني أنه بالنسبة لغالبية الفتيات في أوغندا، يتم إيقاف تعليمهن قبل أو بعد فترة وجيزة من سن المراهقة. قد تكون الممارسة الثقافية للآباء الذين يعتمدون بشكل أكبر على الفتيات أكثر من الأولاد في تلبية احتياجات العمل المنزلي سببًا رئيسيًا لهذا التفاوت في التعليم. وهذا يعني أنه بالنسبة لغالبية الفتيات في أوغندا، يتوقف تعليمهن قبل أن يصبحن مراهقات أو بعد ذلك بوقت قصير. وقد تكون الممارسة الثقافية التي يتبعها الآباء والأمهات الذين يعتمدون على البنات أكثر مما يعتمدون على الفتيان لتلبية احتياجات الأسرة المعيشية من الأسباب الرئيسية لهذا التفاوت في التعليم. أشارت دراسة أجريت في عام 2013 من قبل مارتينا بيركمان - نيكفيست إلى انخفاض حاد في معدل التحاق الإناث بالمدارس عندما واجهت أسرهن نكسات مالية بسبب نقص الأمطار/المحاصيل أو نقص اقتصادي آخر. وفي المقاطعات التي كان فيها التعليم مجانا، أظهر ذلك انخفاضا كبيرا في العلامات التي اكتسبتها الطالبات في أوقات العسر الاقتصادي. وفي هذه الأثناء، بينت الدراسة أن الأولاد ما زالوا غير مصابين بأي من السيناريوهين.سواء كانت الصدمات الاقتصادية أو حالات الحمل المبكر غير المرغوب فيه أو الهروب من العنف الأسري، يتعين على العديد من الفتيات التوقف عن تعليمهن قبل الأوان. كنتيجة ل, تواجه هؤلاء الشابات فرص عمل منخفضة ويتم دفع عدد كبير منهم إلى علاقات جنسية غير صحية أو يجدون أنفسهم يقومون بعمل جنسي في كمبالا للبقاء على قيد الحياة ودعم أسرهم.

### التدخلات من أجل المساواة بين الجنسين
كانت الإجراءات المتخذة لسد هذه الفجوات بين الجنسين وتحقيق العدالة حافزا للتنمية، وتمكين المرأة الأوغندية من التمسك بمختلف الحقوق والمناصب والفرص. وفي مقاطعة كاسيسي بغرب أوغندا، يوفر نظام تعلم العمل الجنساني التدريب على إنتاج وتجارة المواد الأساسية في البلاد: البن والذرة والفواكه. ومن خلال مبادرات من هذا القبيل، تكون المرأة في وضع يسمح لها بالحصول على الرعاية الصحية والتعليم اللازمين، مما يساعدها على الإفلات من فخ الفقر. وتشير نتائج البحوث أيضا إلى حدوث انخفاض في العنف القائم على أساس نوع الجنس حيث تصبح المرأة مساهمة رئيسية في تعزيز الاقتصادات المحلية. ووجدت دراسة استقصائية أجراها صندوق النقد الدولي في عام 2016 أن ميزانيته الجنسانية ناجحة للغاية في بلدان جنوب الصحراء الكبرى مثل أوغندا ورواندا. وعندما توفر الأموال المستهدفة المياه النظيفة، ويكون من الممكن الحصول على الكهرباء، فإن تخفيض الأعمال المنزلية اليومية يجعل من الأجدى الحصول على الأموال اللازمة لتعليم الفتاة. ومن خلال التعليم وبرامج إسداء المشورة للزوجين في إطار منظمة دعم الإيدز، تتعلم المرأة مهارات الجاذبية التي تساعدها على الملاحة على نحو أفضل بين الخيارات العلائقية والممارسات الجنسية الآمنة. تهدف النوادي مثل تمكين سبل العيش والمراهقين إلى مساعدة الفتيات على تجنب الحمل في سن المراهقة والزواج دون السن القانونية.

### المقاومة لتغيير الأعراف
قوبل تغير المعايير الاجتماعية القديمة ببعض المقاومة والتداعيات السلبية. وبعد حملات عامة لتعزيز حقوق المرأة، كانت أوغندا أحد البلدان التي أشارت إليها منظمة الصحة العالمية لتعاني من ردود فعل عكسية أدت إلى العنف. وفي دراسة دامت أربع سنوات في راكاي، لاحظت أوغندا انتشار عدم الارتياح بين النساء والرجال على حد سواء لأن مبادرات المساواة تشكل تحديا لمفهوم مكانة المرأة في المنزل والمجتمع عموما. ومع حصول النساء على مزيد من الاستقلال المالي والسلطة في المنزل، أفاد العديد منهن عن قلقهن من أن هذا التحدي لأدوار الجنسين التقليدية قد يدفع الرجال إلى الشعور بالتهديد والاستجابة للعنف المنزلي. وشددت دراسة راكاي على أهمية وجود مبادرات مجتمعية يمكن أن توسع نطاق التفاهم الثقافي بالاعتراف بأن هناك فوائد كثيرة مع احتضان تمكين المرأة والمساواة.

## تاريخ
بدأت المرأة في التنظيم لممارسة سلطتها السياسية قبل الاستقلال. وفي عام 1960، أصدر المجلس النسائي الأوغندي بقيادة إيديث ماري باتارينغايا قراراً يحث على تسجيل القوانين المتعلقة بالزواج والطلاق والإرث في شكل خطي ونشرها على الصعيد الوطني - وهي خطوة أولى نحو تدوين الممارسات العرفية والحديثة. وخلال العقد الأول من الاستقلال، ضغط هذا المجلس أيضا من أجل إجراء إصلاحات قانونية من شأنها أن تمنح جميع النساء الحق في امتلاك الممتلكات والاحتفاظ بحضانة أطفالهن إذا انتهى زواجهن.
خلال السبعينات وأوائل الثمانينات، ألحق العنف الذي اجتاح أوغندا خسائر فادحة بالمرأة. وكانت المصاعب الاقتصادية محسوسة أولا في المنزل، حيث كانت النساء والأطفال يفتقرون إلى الخيارات الاقتصادية المتاحة لمعظم الرجال. وأصبح عمل المرأة أكثر استهلاكا للوقت مما كان عليه ؛ وأدى تآكل الخدمات العامة والهياكل الأساسية إلى الحد من إمكانية الوصول إلى المدارس والمستشفيات والأسواق. حتى السفر إلى المدن المجاورة كان مستحيلاً في كثير من الأحيان. غير أن بعض النساء الأوغنديات يعتقدن أن سنوات الحرب عززت استقلالهن، لأن انقطاع الحياة الأسرية العادية يفتح آفاقا جديدة للحصول على الاستقلال الاقتصادي، وتشير التقارير الحكومية إلى أن عدد النساء العاملات في التجارة ازداد في أواخر السبعينات وأوائل الثمانينات.
تعهدت حكومة موسيفيني في أواخر الثمانينات بالقضاء على التمييز ضد المرأة في السياسات والممارسات الرسمية. والنساء ناشطات في جيش المقاومة الوطني، وعينت موسيفيني امرأة، جوان كاكونزاير، في لجنة مؤلفة من ستة أعضاء لتوثيق الانتهاكات التي ترتكبها المؤسسة العسكرية. كما أصدرت الحكومة قراراً بتمثيل امرأة واحدة لكل مقاطعة في مجلس المقاومة الوطني. وبالإضافة إلى ذلك، بدأ مصرف أوغندا التجاري الذي تديره الحكومة خطة ائتمانية ريفية لجعل القروض الزراعية متاحة للنساء بسهولة أكبر
عينت موسيفيني جويس مبانجا وزيرة للمرأة والتنمية في عام 1987، وأعلنت نية الحكومة في رفع أجور النساء، وزيادة الائتمان وفرص العمل للمرأة، وتحسين حياة المرأة بشكل عام. في عام 1989، كانت هناك سيدتان تشغلان منصب وزيرة وثلاث نائبات وزير في مجلس وزراء حركة المقاومة الوطنية. كما شكلت الموظفات والمهنيات في الخدمة المدنية منظمة، العمل من أجل التنمية، لمساعدة النساء في المناطق التي مزقتها الحرب، وخاصة منطقة لويرو المدمرة في وسط أوغندا.
أنشأت الرابطة الأوغندية للمحاميات، التي أنشئت في عام 1976، عيادة للمساعدة القانونية في أوائل عام 1988 للدفاع عن النساء اللائي يواجهن فقدان الممتلكات أو الأطفال بسبب الطلاق أو الانفصال أو الترمل. وتسعى الرابطة أيضا إلى توسيع نطاق الفرص التعليمية المتاحة للمرأة وزيادة مدفوعات إعالة الأطفال (أي ما يعادل 0.50 من دولارات الولايات المتحدة في الشهر في عام 1989) في حالة الطلاق، ووضع أسس قانونية مشتركة للطلاق لكل من الرجال والنساء، ووضع قوانين جنائية مشتركة للرجال والنساء، ومساعدة النساء والأطفال ضحايا الإيدز، وتنفيذ برامج تثقيفية على الصعيد الوطني لإعلام النساء بحقوقهن القانونية.